# 汤姆·巴克
托马斯·凯文·巴克（英語：Thomas Kevin Barker，1955年3月11日—），美国NBA联盟前职业篮球运动员。他在1976年的NBA选秀中第4轮第2顺位被亚特兰大老鹰选中。